# ベルナルト・ズヴィヌィ
ベルナルト・ズヴィヌィ（Bernard Zwinny、1253年/1257年 - 1286年4月25日）は、ルヴヴェク公（在位：1278年 - 1286年、ただし1281年まで兄ボルコ1世と共同統治）、ヤヴォル公（在位：1278年 - 1281年）。レグニツァ公ボレスワフ2世ロガトカの3男、母はアンハルト伯ハインリヒ1世の娘ヘートヴィヒ。ズヴィヌィは「陽気さ」を意味する異称。

## 生涯
ベルナルトの正確な生年は不明だが、1258年よりは前だったと考えられる。その7年後の1263年、ベルナルトは父に連れられてヴロツワフに赴き、司教トマシュに十分の一税を納めているからである。
ベルナルトは父と2人の兄ヘンリク5世、ボルコ1世の政策を積極的に支援し、一族が勝利を得たストレツの戦いにも参加している。1278年に父が死ぬと、長兄ヘンリク5世は2人の弟ボルコ1世とベルナルトに対し、ルヴヴェクとヤヴォルを公国として与えて、彼らがこの公国を共同統治するように計らった。しかし3年後の1281年、ボルコ1世が公国の分割を決め、ベルナルトはルヴヴェクを分け与えられて単独の統治者となった。
ベルナルトの生涯についてはよく分かっておらず、知られるのは中世の諸公にありがちな、自分に仕える騎士を増やし、大勢を庇護したということくらいである。公爵の異称「ズヴィヌィ」は、存命中からつけられていた可能性が高い。ルヴヴェクの人々はベルナルト公がシロンスクにおける聖ヨハネ騎士団の修道院を保護したことに大いに感謝していた。ベルナルトは同騎士修道会の熱心な支援者で、1281年にはキェプリツェ村（現在のイェレニャ・グラ近郊）などを寄進している。
ベルナルトは1286年、未婚かつ子供のないまま没した。遺体はレグニツァのドミニコ会教会に埋葬され、その遺領は次兄ボルコ1世が相続した。
| 先代 ヘンリク5世 | ルヴヴェク公 ボルコ1世と共同統治（1281年まで） 1278年 - 1286年 | 次代 ボルコ1世 |
| 先代 ヘンリク5世 | ヤヴォル公 ボルコ1世と共同統治 1278年 - 1281年                 | 次代 ボルコ1世 |